# اولدریش
اولدریش (به چکی: Oldřiš) یک منطقهٔ مسکونی در جمهوری چک است که در ناحیه سویتاوی واقع شده‌است. اولدریش ۱۲٫۶۸ کیلومتر مربع مساحت و ۶۴۹ نفر جمعیت دارد و ۵۷۵ متر بالاتر از سطح دریا واقع شده‌است.